# Kapellen

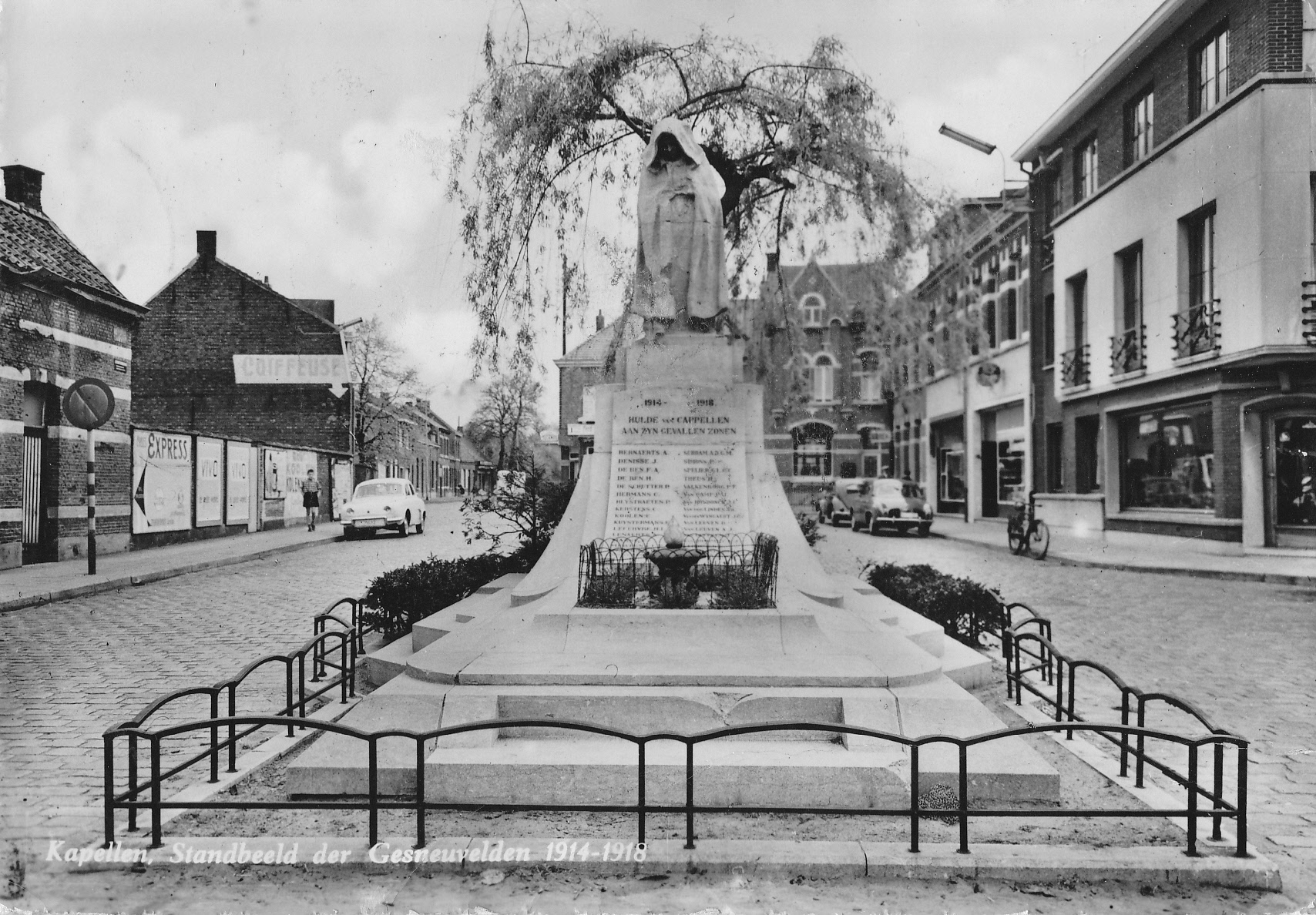
Standbeeld voor gesneuvelden 1914-1918

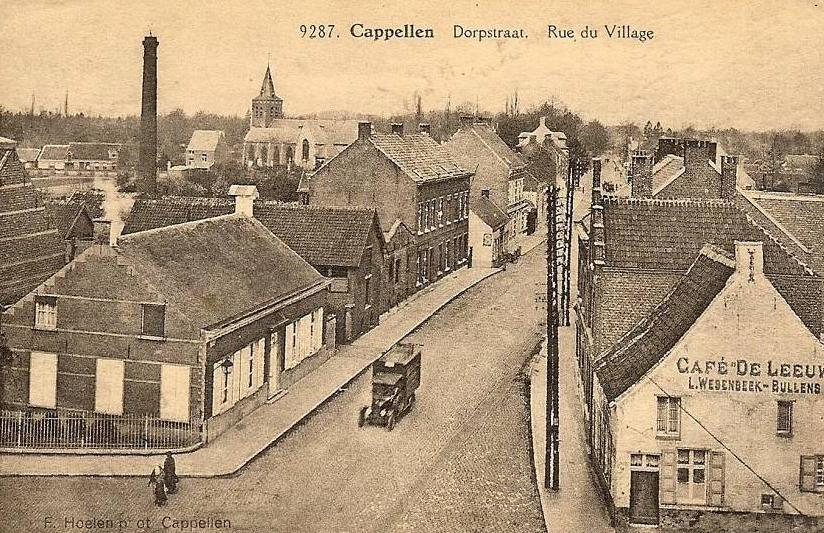
Dorpsstraat - Brouwerij Veraart en Café De Leeuw

Kapellen is een plaats en gemeente in de Belgische provincie Antwerpen. De gemeente ligt in de Kempen, in het noorden van de provincie.
Kapellen telt 27.976 inwoners (1 januari 2025) en bestaat uit verschillende wijken, onder andere Kapellen centrum, Putte-Kapellen of het oostelijk deel van het grensdorp Putte, Kapellenbos, Hoogboom en Zilverenhoek. De gemeente heeft een groen en residentieel karakter en wordt onder meer gekenmerkt door villaparken, exclusieve landhuizen en verschillende kastelen. Het is een van de rijkste gemeenten in Antwerpen.
Kapellen is de hoofdplaats van het kieskanton en gerechtelijk kanton Kapellen.

## Geschiedenis
De leefgemeenschappen die thans deel zijn van de gemeente Kapellen dateren van de 13de eeuw. Hoogboom vinden we terug als Hobonia op documenten uit 1267. Hoghescote, het huidige centrum volgt tien jaar later samen met Ertbrand, ofwel het huidige Putte. De wijk Zilverenhoek, pas sinds 1983 bij Kapellen, verschijnt pas in 1844 voor het eerst op een kadasterplan.
Vanaf de oorsprong maakte Kapellen deel uit van de heerlijkheid Ekeren. Sinds de 13de eeuw wisselden delen van het grondgebied geregeld van eigenaar. Uiteindelijk kwam in 1714 de volledige heerlijkheid Ekeren onder het bewind van 1 familie, die van de heren van Salm-Salm. Tijdens de Franse bezetting werd Kapellen in 1795 in de municipaliteit van Stabroek ondergebracht om uiteindelijk in 1800 een zelfstandige gemeente te worden. Kapellen ontving een deel van het grondgebied van Hoevenen toen die gemeente werd opgeheven in 1828 en een deel van de gemeente Ekeren bij een grenscorrectie in 1846. De huidige gemeentegrenzen liggen sinds 1983 vast wanneer de Ekerse wijken Hoogboom en Zilverenhoek naar Kapellen worden overgeheveld.
In tegenstelling tot de wereldlijke macht heeft de geestelijke macht een minder complex traject afgelegd. De parochie van Hoghescote werd in 1277 overgedragen aan de Sint-Bernardusabdij van Hemiksem. Tot dan was de parochie afhangend van de Sint-Lambertuskerk te Ekeren.
De kerk van Kapellen is het oudste gebouw van de gemeente. Tot de 14de eeuw volstond een kapel om de inwoners voort te helpen. De kerk is door de tijden heen steeds verder opgebouwd en verbouwd. Het koor dateert bijvoorbeeld uit de 14de eeuw terwijl de kruisbeuk in de 16de eeuw gebouwd is. In de 19de eeuw werden de toren en het inwendige van de kerk neogotisch herbouwd.
De verdere geschiedenis van Kapellen is gekenmerkt door periodes van bloei en van armoede. Ten tijde van het Beleg van Antwerpen door de Spanjaarden heeft Kapellen zwaar te lijden gehad. Alle belangrijke gebouwen en 90% van de huizen waren vernietigd. Tijdens het Twaalfjarig Bestand was er een korte heropleving van de gemeente tot in 1623 de pest zwaar huis hield. De echte heropbouw moest op zich laten wachten tot 1674 wanneer de kerk werd heropgebouwd.
Aan dit alles kwam een abrupt einde bij het begin van de Eerste Wereldoorlog. De opeisingen door het Duitse leger en de Spaanse griep zorgden voor sterfte onder de bevolking. Na de oorlog was er een korte herstelperiode tot 1930 wanneer de crisis neerdaalde over de gemeente. Pas na de Tweede Wereldoorlog kon de gemeente terug beginnen aan het herstel. De gemeente Kapellen werd op 4 oktober 1944 door het Canadese bataljon Fusiliers Mont-Royal bevrijd.

## Geografie

### Aangrenzende gemeenten
| Aangrenzende gemeenten | Aangrenzende gemeenten | Aangrenzende gemeenten | Aangrenzende gemeenten | Aangrenzende gemeenten |
| ---------------------- | ---------------------- | ---------------------- | ---------------------- | ---------------------- |
| Woensdrecht (NL)       |                        | Kalmthout              |                        | Wuustwezel             |
|                        |                        |                        |                        |                        |
| Stabroek               | Brasschaat             |                        |                        |                        |
|                        |                        |                        |                        |                        |
|                        |                        | Antwerpen              |                        |                        |

## Bezienswaardigheden
- De Sint-Jacobus de Meerderekerk
- De Onze-Lieve-Vrouw-Onbevlekt-Ontvangenkerk aan de Antwerpsesteenweg in de wijk Zilverenhoek.
- De Onze-Lieve-Vrouw van de Vredekerk aan de Kapelsestraat 182.
- De Sint-Jozefskerk in het gehucht Hoogboom aan de Hoogboomsteenweg
- De Onze-Lieve-Vrouw-van-Fatimakerk aan de Binnenweg
- De Redoute van Kapellen
- Een groot aantal villa's en kasteeltjes
- Tal van bunkers, loopgraven en dergelijke uit de Eerste Wereldoorlog

## Natuur en landschap
Kapellen ligt in de Noorderkempen. De plaats kenmerkt zich door uitgestrekte villabossen. De plaats ligt aan de rand van de Antwerpse agglomeratie. Natuurgebieden zijn De Uitlegger, het Wolvenbos en het Domein Oude Gracht.

## Demografie

### Demografische ontwikkeling voor de gemeentelijke herinrichting
- Bronnen:NIS, Opm:1806 tot en met 1970=volkstellingen; 1982 = inwoneraantal op 31 december

### Na de gemeentelijke herinrichting
Naar aanleiding van de gemeentelijke herindeling die van kracht werd op 1 januari 1983 werd de toenmalige gemeente Ekeren gesplitst waarbij het noordelijk deel van deze gemeente toegevoegd werd aan de gemeente Kapellen, het zuidelijke gedeelte werd onderdeel van de fusiegemeente Antwerpen.
| Inwonertal                                     | 22.471  | 22.549 | 23.977 |
| Groei                                          | +53.41% | +0.35% | +6.33% |
| Opmerking: inwonersaantal op 01/01 - Bron: NIS |         |        |        |

| Inwoners van jaar tot jaar op 1 januari 1992 tot heden | Inwoners van jaar tot jaar op 1 januari 1992 tot heden | Inwoners van jaar tot jaar op 1 januari 1992 tot heden |
| jaar                                                   | Aantal                                                 | Evolutie: 1992=index 100                               |
| ------------------------------------------------------ | ------------------------------------------------------ | ------------------------------------------------------ |
| 1992                                                   | 24.566                                                 | 100,0                                                  |
| 1993                                                   | 24.794                                                 | 100,9                                                  |
| 1994                                                   | 25.114                                                 | 102,2                                                  |
| 1995                                                   | 25.290                                                 | 102,9                                                  |
| 1996                                                   | 25.356                                                 | 103,2                                                  |
| 1997                                                   | 25.510                                                 | 103,8                                                  |
| 1998                                                   | 25.539                                                 | 104,0                                                  |
| 1999                                                   | 25.569                                                 | 104,1                                                  |
| 2000                                                   | 25.671                                                 | 104,5                                                  |
| 2001                                                   | 25.642                                                 | 104,4                                                  |
| 2002                                                   | 25.612                                                 | 104,3                                                  |
| 2003                                                   | 25.881                                                 | 105,4                                                  |
| 2004                                                   | 25.974                                                 | 105,7                                                  |
| 2005                                                   | 25.975                                                 | 105,7                                                  |
| 2006                                                   | 25.948                                                 | 105,6                                                  |
| 2007                                                   | 26.104                                                 | 106,3                                                  |
| 2008                                                   | 26.222                                                 | 106,7                                                  |
| 2009                                                   | 26.297                                                 | 107,0                                                  |
| 2010                                                   | 26.427                                                 | 107,6                                                  |
| 2011                                                   | 26.437                                                 | 107,6                                                  |
| 2012                                                   | 26.546                                                 | 108,1                                                  |
| 2013                                                   | 26.506                                                 | 107,9                                                  |
| 2014                                                   | 26.540                                                 | 108,0                                                  |
| 2015                                                   | 26.702                                                 | 108,7                                                  |
| 2016                                                   | 26.745                                                 | 108,9                                                  |
| 2017                                                   | 26.750                                                 | 108,9                                                  |
| 2018                                                   | 26.771                                                 | 109,0                                                  |
| 2019                                                   | 26.850                                                 | 109,3                                                  |
| 2020                                                   | 26.981                                                 | 109,8                                                  |
| 2021                                                   | 27.157                                                 | 110,5                                                  |
| 2022                                                   | 27.442                                                 | 111,7                                                  |
| 2023                                                   | 27.743                                                 | 112,9                                                  |
| 2024                                                   | 27.782                                                 | 113,1                                                  |
| 2025                                                   | 27.976                                                 | 113,9                                                  |

## Politiek

### Structuur
De gemeente Kapellen maakt deel uit van het kieskanton Kapellen, gelegen in het provinciedistrict Kapellen, het kiesarrondissement Antwerpen en ten slotte de kieskring Antwerpen.
| Kapellen         | Kapellen         | Supranationaal         | Nationaal                         | Nationaal           | Gemeenschap         | Gewest              | Provincie           | Arrondissement  | Provinciedistrict | Kanton          | Gemeente        |
| ---------------- | ---------------- | ---------------------- | --------------------------------- | ------------------- | ------------------- | ------------------- | ------------------- | --------------- | ----------------- | --------------- | --------------- |
| Administratief   | Niveau           | Europese Unie          | België                            | België              | Vlaanderen          | Vlaanderen          | Antwerpen           | Antwerpen       | Antwerpen         | Antwerpen       | Kapellen        |
| Administratief   | Bestuur          | Europese Commissie     | Belgische regering                | Belgische regering  | Vlaamse regering    | Vlaamse regering    | Deputatie           | Deputatie       | Deputatie         | Deputatie       | Gemeentebestuur |
| Administratief   | Raad             | Europees Parlement     | Kamer van volksvertegenwoordigers | Vlaams Parlement    | Vlaams Parlement    | Vlaams Parlement    | Provincieraad       | Provincieraad   | Provincieraad     | Provincieraad   | Gemeenteraad    |
| Kiesomschrijving | Kiesomschrijving | Nederlands Kiescollege | Kieskring Antwerpen               | Kieskring Antwerpen | Kieskring Antwerpen | Kieskring Antwerpen | Kieskring Antwerpen | Antwerpen       | Kapellen          | Kapellen        | Kapellen        |
| Verkiezing       | Verkiezing       | Europese               | Federale                          | Federale            | Vlaamse             | Vlaamse             | Provincieraads-     | Provincieraads- | Provincieraads-   | Provincieraads- | Gemeenteraads-  |

### Gemeentebestuur
| College van burgemeester en schepenen | College van burgemeester en schepenen | College van burgemeester en schepenen |
| ------------------------------------- | --- | ------------------------------------- |
| Meerderheid                           | Open Vld + Vooruit + Groen (13+2+2 zetels) |                                       |
| Burgemeester                          | An Stokmans (Open Vld) |                                       |
| Schepenen                             | 1. Koen Helsen (Open Vld) 2. Luc Janssens (Open Vld) 3. Evelyne Haud'huyze (Open Vld) 4. Lotte Van Mechelen (Open Vld) 5. Pieter Buysse (Groen) 6. Tom Namurois (Vooruit) |                                       |

### Geschiedenis

#### (Voormalige) Burgemeesters
| Tijdspanne | Tijdspanne   | Burgemeester                                     |
| ---------- | ------------ | ------------------------------------------------ |
|            | 1836 - 1848  | Michel D'hanis Van den Broeck (†1848)            |
|            | 1848 - ...   | J. Hoegaerts                                     |
|            | 1858 - 1867  | Joannes Franciscus Feyen                         |
|            | ...          | L. Vouwe                                         |
|            | 1884 - 1903  | Edouard Biart (Meetingpartij)                    |
|            | 1903 - 1905  | Léonce Van den Wouwer                            |
|            | 1905 - 1921  | Edward Geelhand                                  |
|            | 1921 - 1930  | Joris Guiette (†1930)                            |
|            | 1930 - 1933  | Frans Jacobs                                     |
|            | 1933 - 1947  | Jean Speth (LP)                                  |
|            | 1942 - 1944  | Frans Jacobs (oorlogsburgemeester)               |
|            | 1947 - 1953  | Petrus Stokmans (KP / CVP)                       |
|            | 1953 - 1959  | Ivo Van den Bergh (LP / PVV)                     |
|            | 1959 - 1965  | Karel Van Son (CVP)                              |
|            | 1965 - 1969  | Ivo Van den Bergh (LP / PVV)                     |
|            | 1969 - 1983  | Louis De Rooy (BSP / LDR)                        |
|            | 1983 - 2001  | Jacky Buchmann (PVV / VLD)                       |
|            | 1985 - 1987  | Jan Kerremans (waarnemend burgemeester, PVV)     |
|            | 2001 - 2024  | Dirk Van Mechelen (VLD / Open Vld)               |
|            | 2001 - 2006  | Koen Helsen (waarnemend burgemeester, VLD)       |
|            | 2006 - 2009  | Luc Janssens (waarnemend burgemeester, Open Vld) |
|            | 2024 - heden | An Stokmans (Open Vld)                           |

#### Resultaten gemeenteraadsverkiezingen sinds 1976
| Partij of kartel     | Partij of kartel                         | 10-10-1976 | 10-10-1976 | 10-10-1982 | 10-10-1982 | 9-10-1988 | 9-10-1988 | 9-10-1994 | 9-10-1994 | 8-10-2000 | 8-10-2000 | 8-10-2006 | 8-10-2006 | 14-10-2012 | 14-10-2012 | 14-10-2018 | 14-10-2018 | 13-10-2024 | 13-10-2024 |
| Stemmen / Zetels     | Stemmen / Zetels                         | %          | 23         | %          | 27         | %         | 27        | %         | 27        | %         | 29        | %         | 29        | %          | 29         | %          | 29         | %          | 29         |
| -------------------- | ---------------------------------------- | ---------- | ---------- | ---------- | ---------- | --------- | --------- | --------- | --------- | --------- | --------- | --------- | --------- | ---------- | ---------- | ---------- | ---------- | ---------- | ---------- |
|                      | PVDA                                     | -          |            | -          |            | -         |           | -         |           | -         |           | -         |           | -          |            | 3,1        | 0          | -          |            |
|                      | SP1/ sp.a-spirit2/ sp.a-GroenB/ Vooruit3 | 46,271     | 12         | 37,191     | 11         | 7,651     | 1         | 8,221     | 2         | 6,531     | 1         | 11,282    | 3         | 13,76B     | 4          | 12,2B      | 3          | 9,93       | 2          |
|                      | Agalev1/ Groen!2/ sp.a-GroenB/ Groen3    | -          |            | 10,411     | 2          | 8,221     | 2         | 11,031    | 3         | 8,651     | 2         | 5,292     | 0         | 13,76B     | 4          | 12,2B      | 3          | 83         | 2          |
|                      | PVV1/ VLD2/ Open Vld3                    | 20,831     | 4          | 23,371     | 7          | 39,561    | 13        | 31,732    | 11        | 38,492    | 13        | 49,132    | 16        | 43,103     | 14         | 42,53      | 15         | 39,43      | 13         |
|                      | CVP1/ CD&V+N-VAA/ CD&V2                  | 18,951     | 4          | 20,291     | 5          | 23,541    | 7         | 21,31     | 7         | 20,621    | 7         | 14,60A    | 4         | 8,612      | 2          | 5,52       | 1          | 3,52       | 0          |
|                      | VU1/ VU&ID2/ CD&V+N-VAA/ N-VA3           | 13,951     | 3          | 8,741      | 2          | 5,841     | 1         | 3,991     | 0         | 5,472     | 1         | 14,60A    | 4         | 27,143     | 8          | 26,43      | 8          | 24,63      | 8          |
|                      | Vlaams Blok1/ Vlaams Belang2             | -          |            | -          |            | 3,831     | 0         | 11,151    | 3         | 17,241    | 5         | 19,702    | 6         | 7,392      | 1          | 10,22      | 2          | 14,82      | 4          |
|                      | L.D.R.                                   | -          |            | -          |            | 11,37     | 3         | 7,78      | 1         | 2,99      | 0         | -         |           | -          |            | -          |            | -          |            |
|                      | W.O.W.                                   | -          |            | -          |            | -         |           | 3,66      | 0         | -         |           | -         |           | -          |            | -          |            | -          |            |
|                      | BUBEKA                                   | -          |            | -          |            | -         |           | 1,14      | 0         | -         |           | -         |           | -          |            | -          |            | -          |            |
| Totaal stemmen       | Totaal stemmen                           | 9254       | 9254       | 15178      | 15178      | 16286     | 16286     | 16620     | 16620     | 16882     | 16882     | 17808     | 17808     | 17801      | 17801      | 18448      | 18448      | 12847      | 12847      |
| Opkomst %            | Opkomst %                                |            |            |            |            | 93,04     | 93,04     | 90,62     | 90,62     | 88,94     | 88,94     | 92,18     | 92,18     | 88,94      | 88,94      | 91,4       | 91,4       | 61,9       | 61,9       |
| Blanco en ongeldig % | Blanco en ongeldig %                     | 4,03       | 4,03       | 3,68       | 3,68       | 3,36      | 3,36      | 4,43      | 4,43      | 3,16      | 3,16      | 2,96      | 2,96      | 2,04       | 2,04       | 2,6        | 2,6        | 0,5        | 0,5        |

De zetels van de gevormde coalitie staan vetjes afgedrukt. De grootste partij is in kleur.

## Mobiliteit

### Verleden

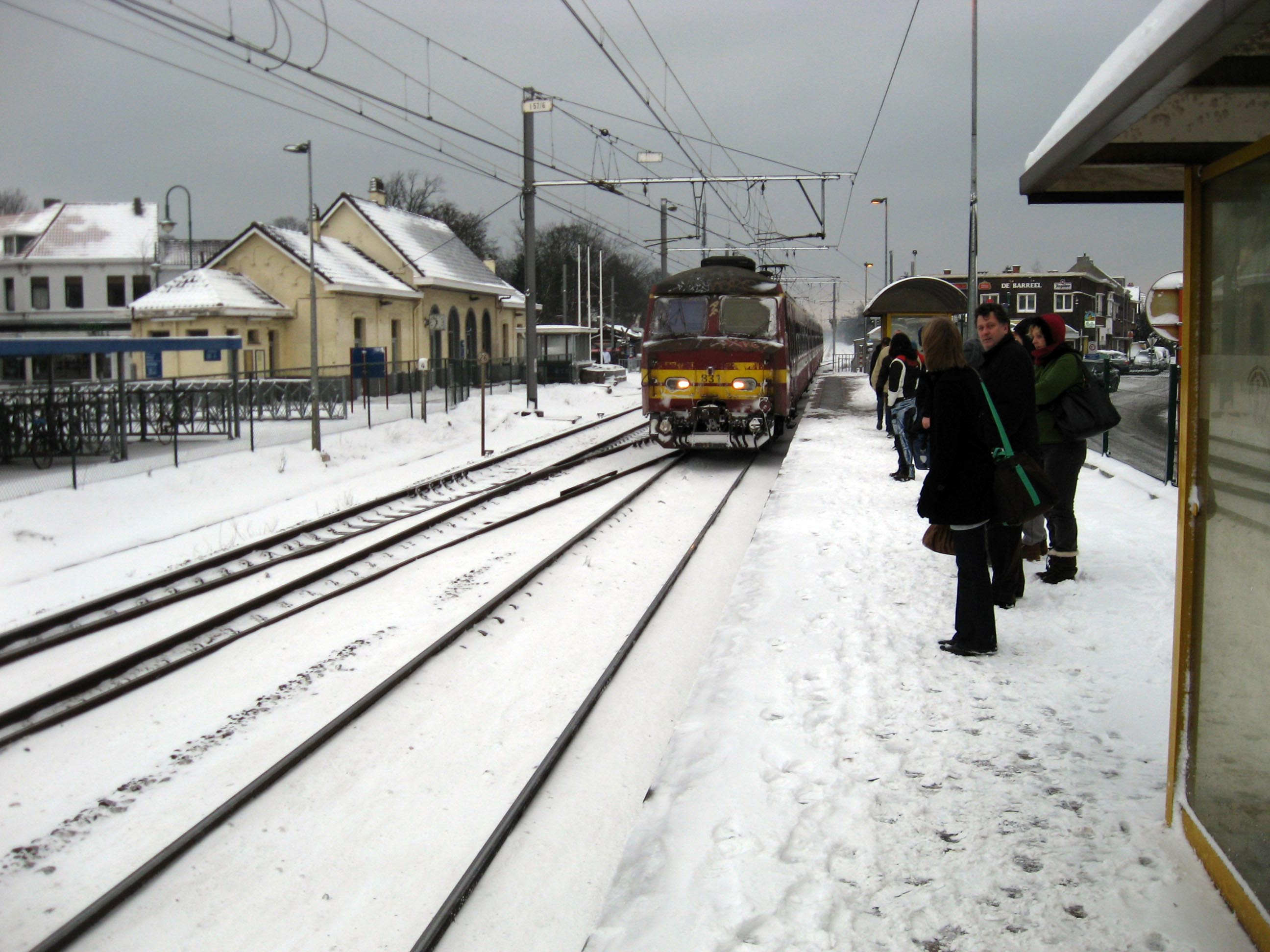
Station Kapellen in de sneeuw

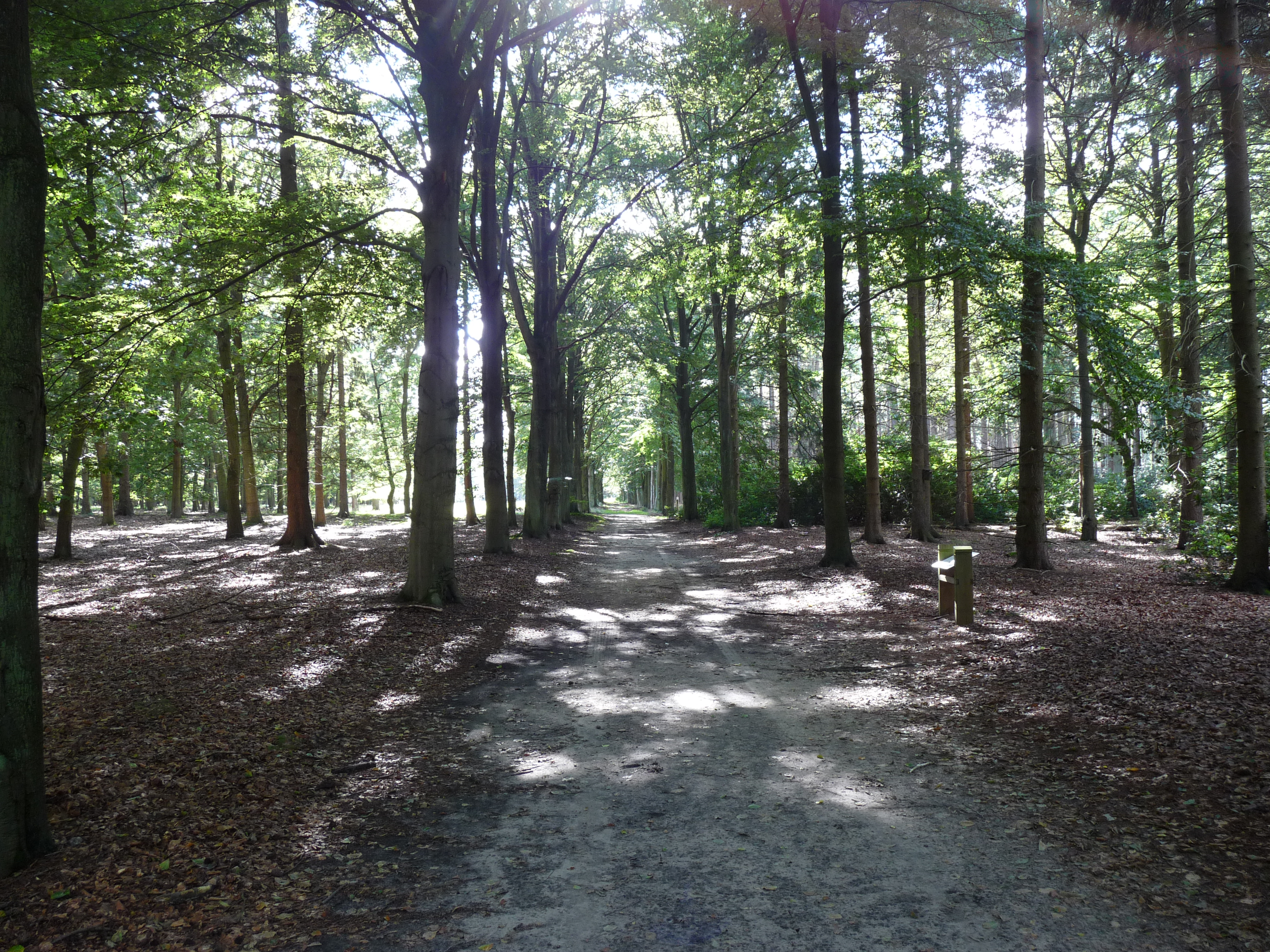
Natuur/wandelgebied Mastenhof

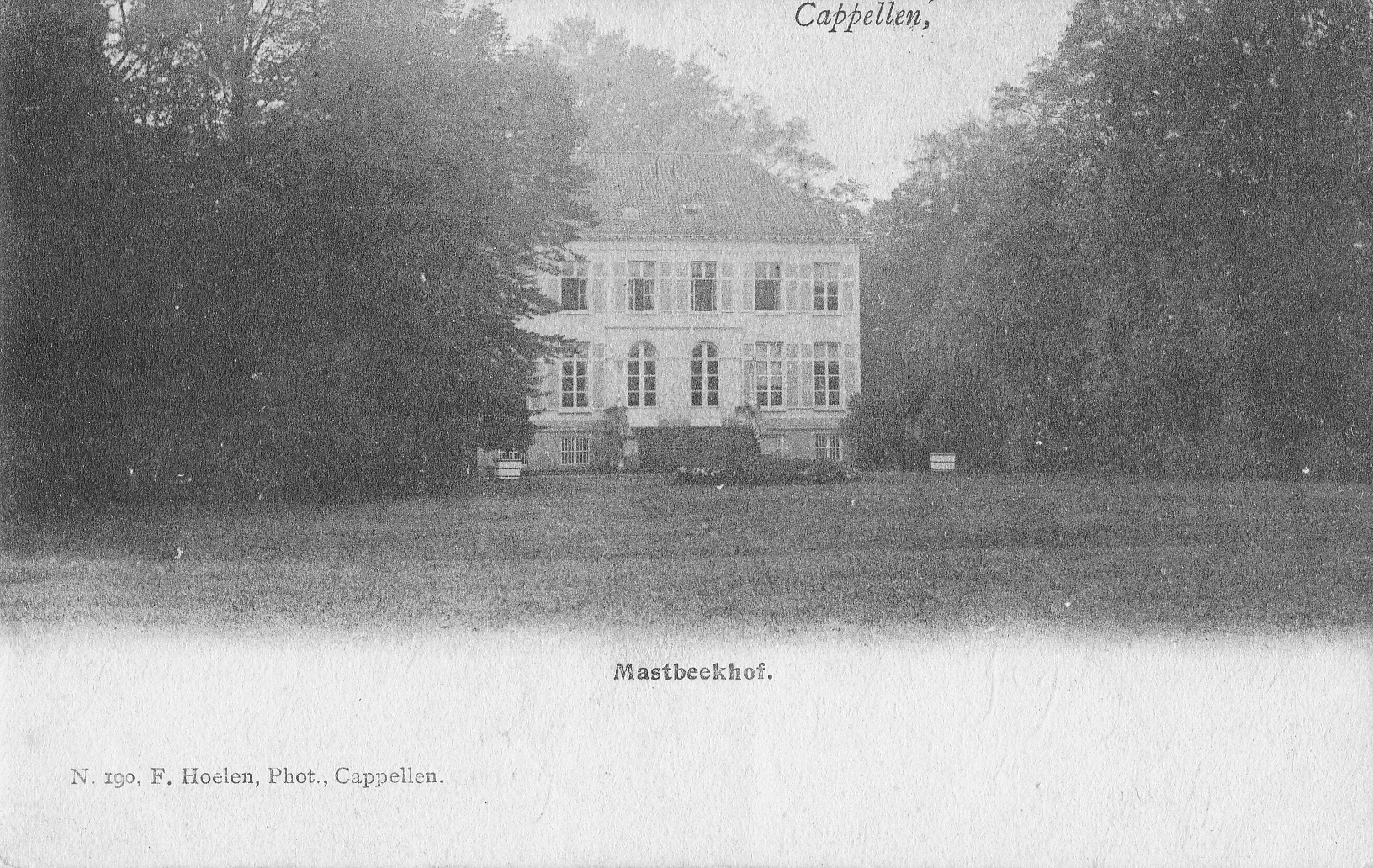
Mastbeekhof (het huidige gemeentehuis)

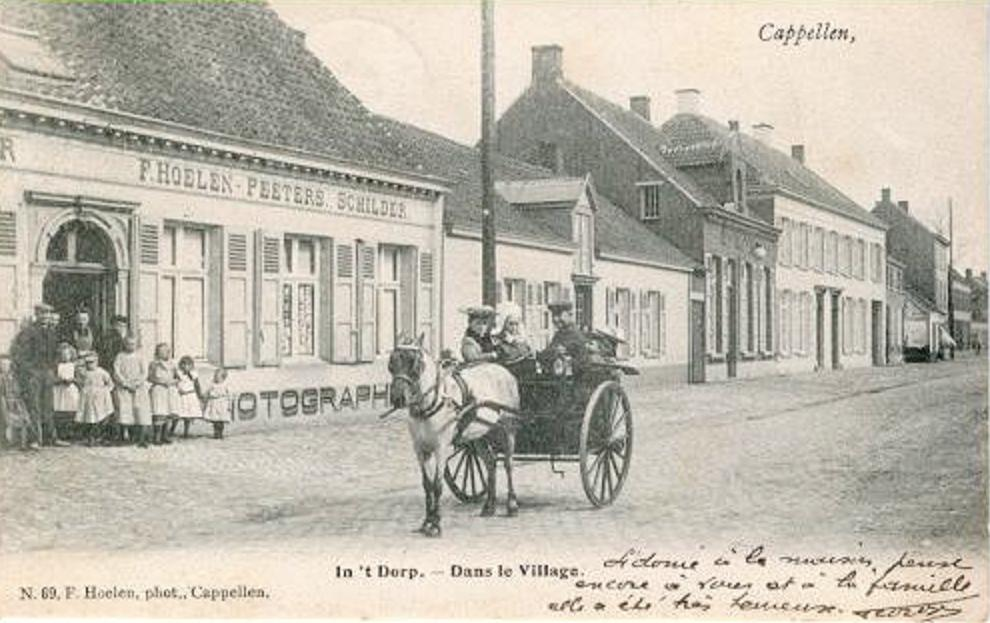
Dorpszicht

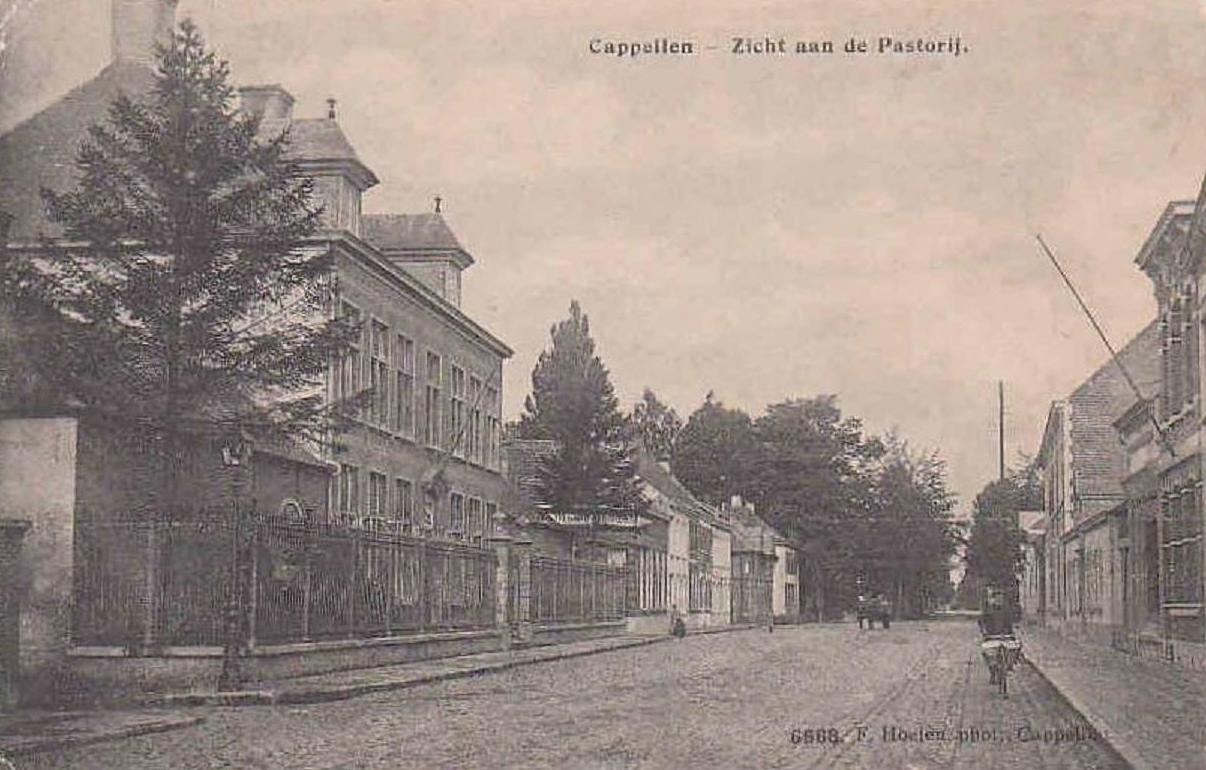
Pastorij (1905)

In 1759 werd er een kasseiweg aangelegd tussen Merksem en Kapellen. Tegenwoordig kennen we deze baan als de Kapelsesteenweg (op het grondgebied van Ekeren en Brasschaat) of Antwerpsesteenweg (op het grondgebied van Kapellen). In 1853 werd de spoorlijn Antwerpen-Rotterdam aangelegd. Daarmee kon de eerste stoomtrein in 1854 door Station Kapellen rijden. Door de goede spoorverbinding gingen veel rijke Antwerpenaren villa's in de gemeente bouwen. Verder werden spoorweghaltes zoals station Heikestraat en station Kapellenbos gebouwd. De buurtspoorwegen bereikten Kapellen Station op 31 juli 1927 en de tram wordt op 1 december 1928 doorgetrokken naar de grens bij Putte. De gelijkvloerse oversteek van de tram op de spoorweg is maar van korte duur. Op 1 maart 1934 wordt de lijn Hoevenen Kapellen geopend en vanaf 1 februari 1938 rijden de trams Antwerpen Putte via Hoevenen. (lijn 72, tussen 1/9/1936 en 1/2/1938 reden geen trams tussen Kapellen en Putte). Vanaf 31 augustus 1936 is de tram vanaf Merksem beperkt tot vlak voor de overweg (lijn 65). Op 26 mei 1967 reed de laatste tram in Kapellen, als lijn 65.

## Bekende Kapellenaars
Bekende personen die geboren of woonachtig zijn of waren in Kapellen of een andere significante band met de gemeente hebben:

### Geboren
- Theophile Blankers (1913-1998), voetballer
- Senne Rouffaer (1925-2006), acteur en regisseur
- Jacky Buchmann (1932-2018), ondernemer en politicus
- Herman Suykerbuyk (1934), politicus
- Eric Walter Elst (1936-2022), astronoom
- Frans Daneels (1941), norbertijn en bisschop
- Frank Roos (1942), atleet
- Sam Bogaerts (1948-2021), regisseur, acteur, auteur en docent
- Michel Meynen (1952), docent en filosoof
- Guusje van Tilborgh (1952), actrice
- Erik Vlaminck (1954), schrijver
- Rudi Van Den Bossche (1957), regisseur, scenarist, producent
- Chris Soetewey (1957), atlete
- Dirk Van Mechelen (1957), politicus
- Erik Meynen (1957), stripauteur en cartoonist
- Greet Rouffaer (1958), actrice
- Herman Verbruggen (1963), acteur
- Dirk De Smet (1969), zanger en winnaar van de 2e reeks van X-factor
- Sam Bettens (1972), zanger van de popgroep K's Choice
- Hans Francken (1972), popmuzikant en producer
- Anton Cotteleer (1974), beeldhouwer
- Tom Vanstiphout (1975), popmuzikant
- Nathalie Delcroix (1976), zangeres van de folkgroep Laïs
- Vaast Colson (1977), kunstenaar
- Kevin van Dessel (1979), Belgisch voetbaltrainer en voormalig profvoetballer
- Thomas Vermaelen (1985), Belgisch voetballer
- Tom De Mul (1986), Belgisch voetballer
- Mathieu van der Poel (1995), Nederlands wielrenner en veldrijder

### Inwoners
- Toby Alderweireld, voetballer
- Gert Bettens, gitarist en zanger
- Edouard Biart, politicus
- Michael Boogerd, wielrenner
- Philippe De Backer, politicus
- Renée Eykens, atlete
- Rocco Granata, zanger
- Margaretha Guidone, huisvrouw/milieuactiviste
- Koen Helsen, politicus
- Franciscus Hoelen (1870-1904), fotograaf (Hij maakte opnamen in de regio en publiceerde briefkaarten onder de naam F. Hoelen.)[12][13][14]
- Cathérine Jacques, judoka
- Jan Janssen, wielrenner
- Patrick Lebon, filmregisseur
- Max Smeets, dirigent en pianist
- Jean Speth, industrieel en politicus
- Christian Vandekerkhove, auteur
- Adrie van der Poel, wielrenner
- David van der Poel, wielrenner en veldrijder
- Terry Van Ginderen, tv-presentatrice
- Maja Van Honsté, musicalactrice
- Valerie Van Peel, politica
- Bo Van Spilbeeck, VTM-journaliste

## Nabijgelegen kernen
Hoevenen, Putte, Ekeren, Sint-Mariaburg, Heide